# NGC 7041A
NGC 7041A је спирална галаксија у сазвежђу Индијанац која се налази на NGC листи објеката дубоког неба.
Деклинација објекта је - 48° 24' 8" а ректасцензија 21h 17m 57,2s. Привидна величина (магнитуда) објекта NGC 7041 износи 14,1 а фотографска магнитуда 14,7. NGC 7041A је још познат и под ознакама ESO 235-84, IRAS 21144-4836, PGC 66519.